# Julius Mugler

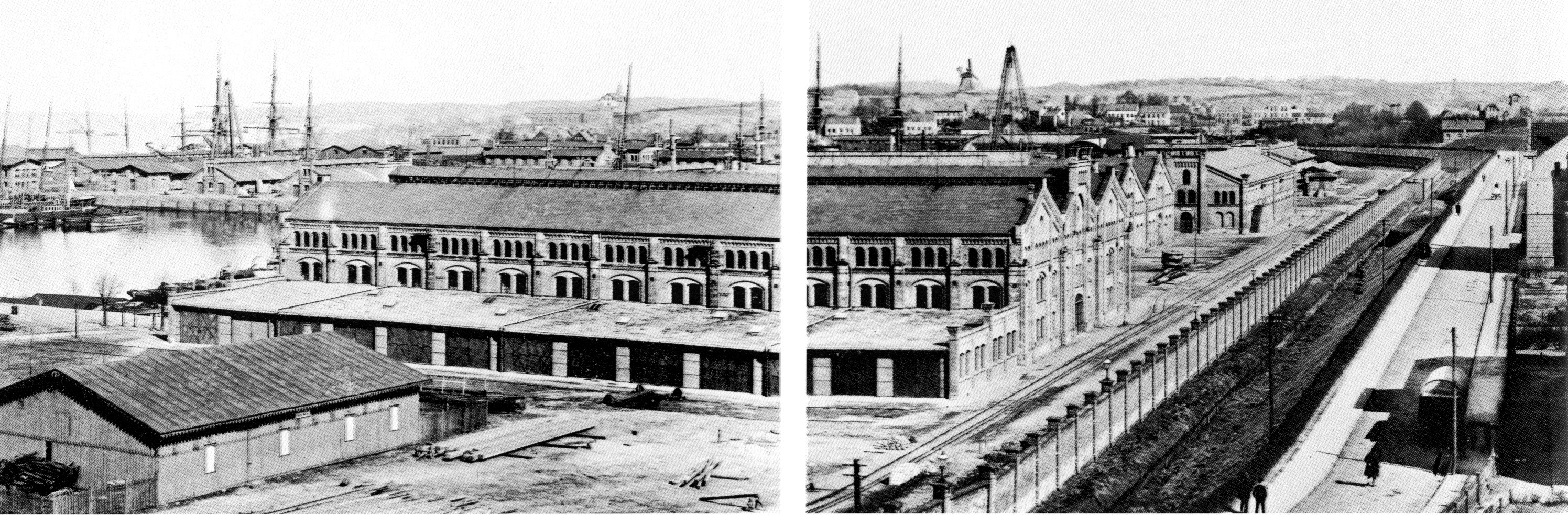
Kaiserliche Werft Kiel 1893

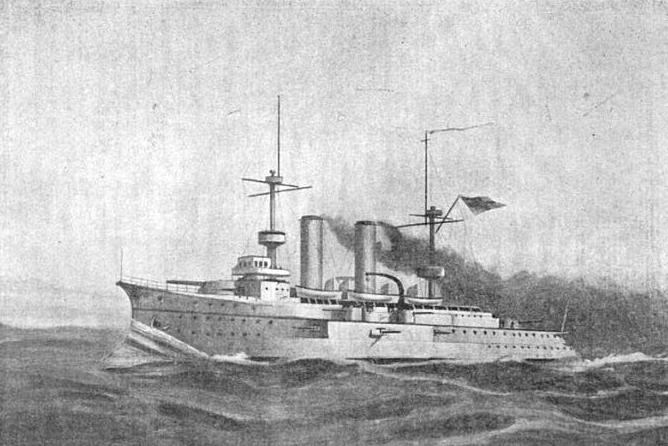
SMS Prinz Heinrich

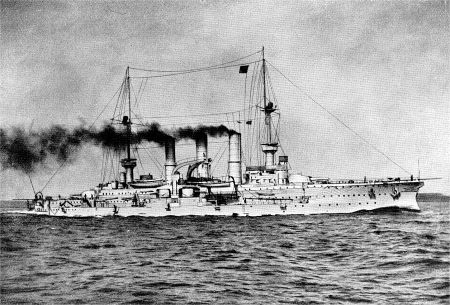
SMS Prinz Adalbert

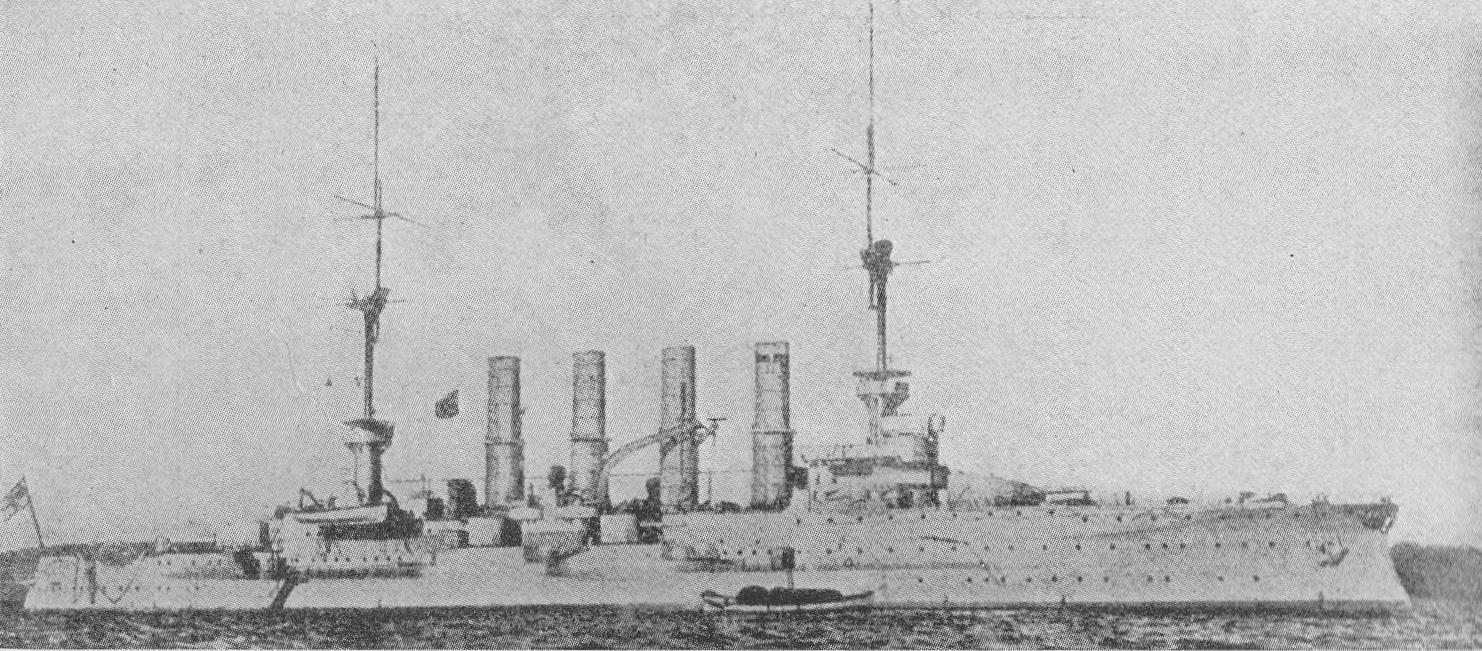
SMS Roon

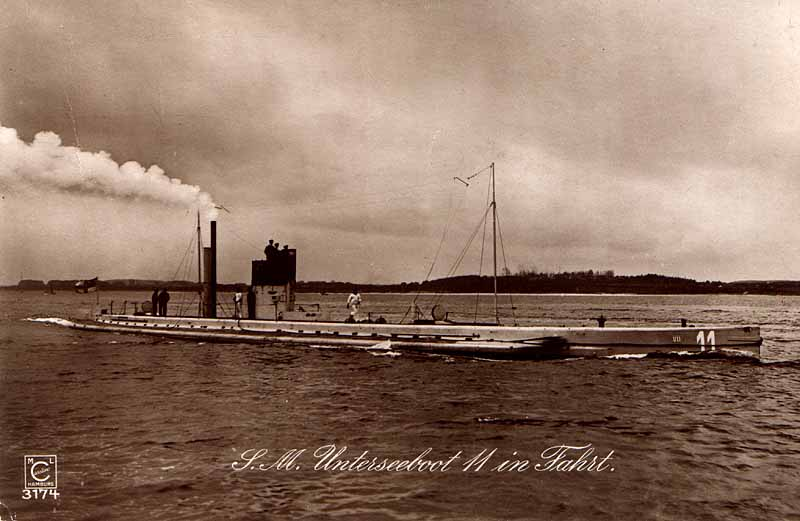
SM U 11 vor dem Ersten Weltkrieg

Julius Alfred Mugler (* 11. März 1872 in Tiefenort; † 1. November 1933 in Berlin) war ein in Kiel und Danzig tätiger, deutscher Kaiserlicher Marine-Oberbaurat und Maschinenbau-Betriebsdirektor.

## Leben
Julius Mugler wurde als Sohn des Zürcher Apothekers August Wilhelm Mugler und der Amalie Marie Leinhass am 1. März 1872 in Tiefenort geboren. Er besuchte von 1883 bis 1892 das Gymnasium zu Eisenach und nahm danach praktische Arbeiten in den Maschinenbetrieben der Kaiserlichen Werften Kiel und Danzig auf. Ab Oktober 1892 besuchte Mugler die Technische Universität Berlin und legte dort die erste Hauptprüfung im Jahr 1896 mit Auszeichnung ab. Im Januar 1897 wurde er Marine-Bauführer in der Kaiserlichen Werft Kiel. Seine Militärpflicht absolvierte Mugler von Oktober 1897 bis Oktober 1898 bei der Matrosen-Artillerie und wurde ihr späterer Reserveoffizier. Seine Marine-Baumeisterprüfung bestand er im Dezember 1899 mit Auszeichnung. In den folgenden Jahren wurde er zum Marine-Baumeister (Januar 1900) sowie Marine-Baurat (Mai 1907) ernannt und bekam die Charaktere Marine-Oberbaurat (1916) als auch Marine-Oberbaurat und Maschinenbau-Betriebsdirektor (Mai 1917) verliehen. Aus Gesundheitsgründen musste Mugler im Dezember 1919 seinen Abschied aus dem Marinedienst nehmen.
Mugler hatte maßgeblichen Anteil an der technischen Entwicklung der Kaiserlichen Marine gehabt. Er übernahm die Leitung von Entwurf und Bau der großen Kreuzer Prinz Heinrich, Prinz Adalbert und Roon in der Kaiserlichen Werft Kiel und 1903 für ein Jahr den gesamten elektrischen Betrieb der Werft. Mugler beaufsichtigte ab November 1904 die Schichau-Werft in Elbing. Zu dieser Zeit wurden dort 23 Torpedoboote sowie die Maschinen und Kessel für die Linienschiffe Elsass-Lothringen und Schlesien gebaut, die Maschinenanlagen für den Turbinenkreuzer Kolberg und Teile für den in der Kaiserlichen Werft zu Kiel gebauten Großen Kreuzer Roon. Im April 1908 kam er zur Kaiserlichen Werft in Danzig, wo er nach Fertigstellung der Maschinenanlagen des Kreuzers Emden neben der Bauaufsicht über die Neubauten auf der Schichau-Werft in Danzig den Entwurf und Einbau der Maschinenanlagen für die U-Boote 9 bis 15 übernahm. Mugler fand hier seine bedeutendste Aufgabe.
Ab dem 1. Mai 1916 war er als Maschinenbau-Betriebsdirektor bei der Unterseeboot-Inspektion in Kiel tätig und blieb dort bis zum Kriegsende. Hier liefen alle Kriegserfahrungen, alle Forderungen und Erfahrungen auf militärischem und technischen Gebiet zusammen. Mit seinen umfassenden theoretischen und praktischen Fachkenntnissen sowie reichen Erfahrungen konnte Mugler auf seinem Teilgebiet nicht wenig zur erfolgreichen Entwicklung der U-Boot-Waffe beigetragen. Nach dem Kriegsende war er für kurze Zeit Geschäftsführer des Ölmotoren-Verbands und Leiter sowie Vorstandsmitglied der Arca-Regler-Gesellschaft in Berlin.
Julius Mugler verstarb nach längerem Leiden am 1. November 1933 in Berlin.